# Evgenija Birjukova
Evgenija Birjukova, accreditata come Eugenia Birioukova dalla WTA (in russo Евгения Бирюкова?; 18 dicembre 1952), è un'ex tennista sovietica.

## Carriera
In carriera ha vinto due titoli di doppio, il Moscow International Indoor Open nel 1971, in coppia con Marina Krošina, e il South Australian Open nel 1972, in coppia con Janet Young. Nei tornei del Grande Slam ha ottenuto il suo miglior risultato raggiungendo le semifinali di doppio all'Open di Francia nel 1973, in coppia con la statunitense Mona Guerrant.

## Statistiche

### Singolare

#### Finali perse (1)
| Numero | Anno              | Torneo                       | Superficie | Avversaria in finale | Punteggio |
| 1.     | 16 settembre 1973 | Charlotte Classic, Charlotte |            | Evonne Goolagong     | 2-6, 0-6  |

### Doppio

#### Vittorie (2)
| Numero | Anno             | Torneo                                  | Superficie | Compagna       | Avversarie in finale             | Punteggio     |
| 1.     | 21 febbraio 1971 | Moscow International Indoor Open, Mosca |            | Marina Krošina | Elena Granaturova Ol'ga Morozova | 7-5, 5-7, 7-5 |
| 2.     | 16 dicembre 1972 | South Australian Open, Adelaide         |            | Janet Young    | Evonne Goolagong Helen Gourlay   | 6-3, 6-2      |